# خلیفه‌گری ارامنه اصفهان
خلیفه‌گری جماعت ارمنی‌های اصفهان و جنوب ایران پیرو دین عیسی مسیح، که بر اساس اصل ۱۳ قانون اساسی جمهوری اسلامی ایران از اقلیتهای مذهبی شناخته شده، می‌باشد، تابع کلیسای مقدس حواری ارمنستان است که کلیسائی مستقل می‌باشد و دارای خلیفه‌گری و خلیفه است.
جوامع ارمنی حوزه اصفهان و جنوب ایران امور و مسائل دینی، اجتماعی، فرهنگی، رفاهی، خیریه، احوال شخصیه خویش را طبق اصول قانون اساسی و سایر قوانین جاریه کشور بر اساس آداب و رسوم و سنن و قواعد کلیسای حواری ارمنی ارمنستان از طریق خلیفه‌گری ارمنی‌های اصفهان و جنوب ایران حل و فصل می‌نماید.
نام قبلی خلیفه گری، خلیفه‌گری ارمنی‌های ایران و هندوستان بوده‌است. خلیفه‌گری در امور جاریه خود استقلال داشته و از لحاظ اصول و قواعد و سلسله مراتب کلیسائی تابع مرجع عالیه حوزه مذهبی سیلیسی واقع در بیروت می‌باشد. خلیفه‌گری تابعیت جمهوری اسلامی ایران داشته، نهادی غیرانتفاعی و غیر سیاسی بوده و دارای شخصیت حقوقی است.

## حوزه جغرافیائی فعالیت خلیفه گری
حوزه جغرافیائی فعالیت خلیفه‌گری شامل جوامع ارمنی‌های حواری استان‌های اصفهان، یزد، چهارمحال بختیاری، لرستان، ایلام، خوزستان، استان کهگیلویه و بویراحمد، بوشهر، فارس، هرمزگان، کرمان و سیستان و بلوچستان می‌باشد. حوزه جغرافیائی فوق پس از تأیید وزارت کشور می‌تواند تغییر یابد.
امور مذهبی ارمنی‌های ساکن حوزه جغرافیائی مذکور توسط روحانیون و خادمین و امور جاری آن توسط هیئت‌های منتخب یا منصوب از طرف مجامع محلی که مورد تأیید شورای خلیفه‌گری قرار گرفته‌اند طبق مقررات اساسنامهٔ خلیفه‌گری و ضوابط آئین‌نامه‌های داخلی مربوطه انجام و اداره می‌شود. تأسیس هر نوع نمایندگی، دفاتر و شعبات خلیفه‌گری پس از کسب موافقت وزارت کشور و اطلاع مسئولین محلی قابل اجرا خواهد بود.

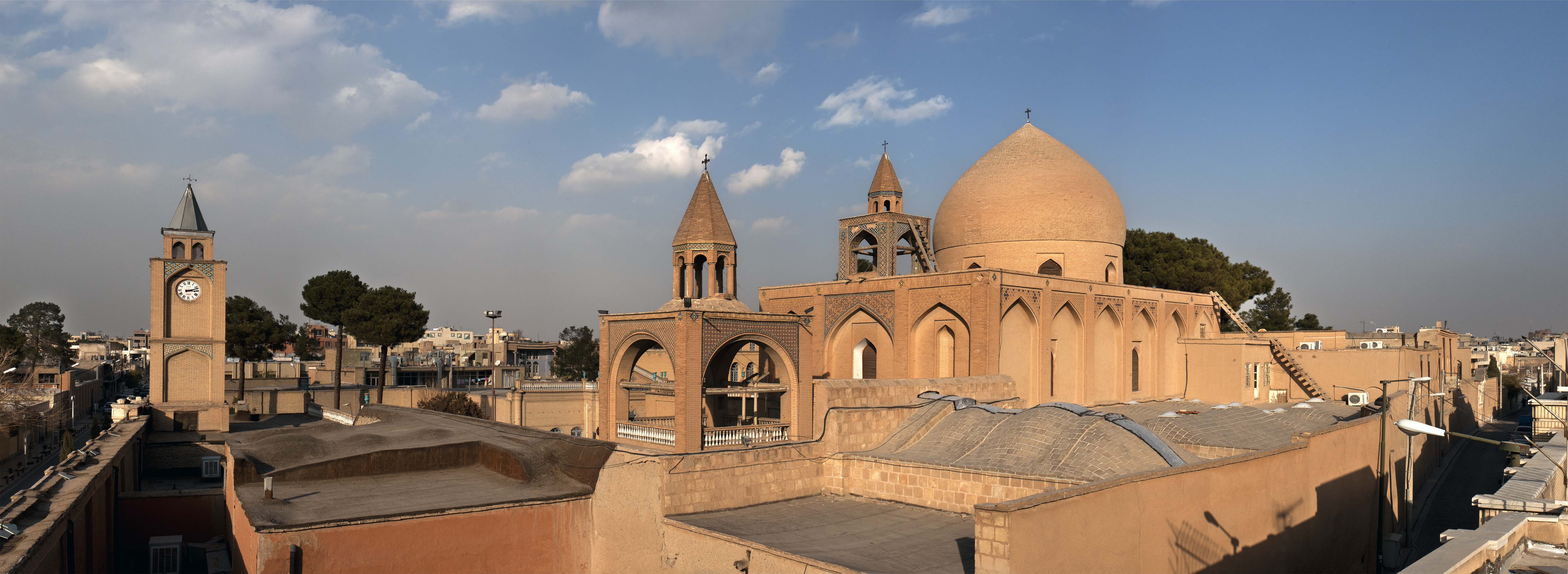
کلیسای وانک یا آمنا پرکیج

## ارکان تشکیلات
در راس کلیه هیئت‌ها و مجامع خلیفه‌گری ارمنی‌های اصفهان و جنوب ایران که در زیر آمده‌است، خلیفه انجام وظیفه می‌نماید.
- مجمع نمایندگان
- شورای خلیفه گری
- هیئت مذهبی
- هیئت بازرسان

## موزهٔ کلیسای وانک
نوشتار اصلی:موزه کلیسای وانک

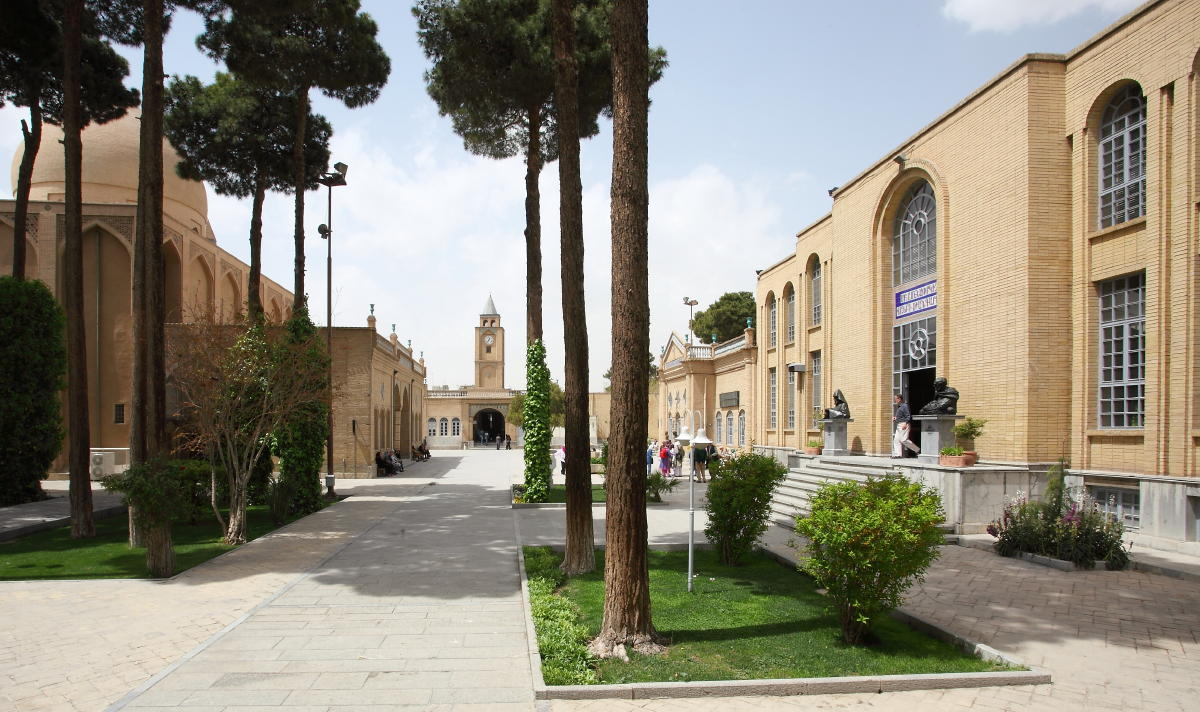
حیاط کلیسای جامع با موزه در سمت راست

قدمت موزه کلیسای وانک، البته نه به صورت و وسعت کنونی، به صد سال پیش یعنی سال‌های ۱۹۰۵–۱۹۰۶ م. بازمی‌گردد. در این تاریخ به کوشش و یاری طادئوس هُونانیان فرزند هاروتیون هُونانیان، نویسندهٔ کتاب «تاریخ جلفای اصفهان»، اتاق‌هایی در ضلع شمالی حیاط کلیسای وانک برای نگهداری کتب، نسخ خطی، اشیای تاریخی ساخته شدند. این محل تا سال ۱۹۳۰ به‌طور هم‌زمان به عنوان موزه و کتابخانه مورد استفاده قرار گرفته می‌شد.

## کلیساهای اصفهان
- کلیسای بیت لحم (اصفهان)
- کلیسای سرکیس
- کلیسای کاتارینه
- کلیسای کاتولیک‌ها (اصفهان)
- کلیسای گئورگ
- کلیسای گریگور (لوسارویچ مقدس)
- کلیسای مریم و هاکوپ
- کلیسای میناس
- کلیسای نرسس
- کلیسای نیکاغایوس
- کلیسای وانک
- کلیسای یوحنا

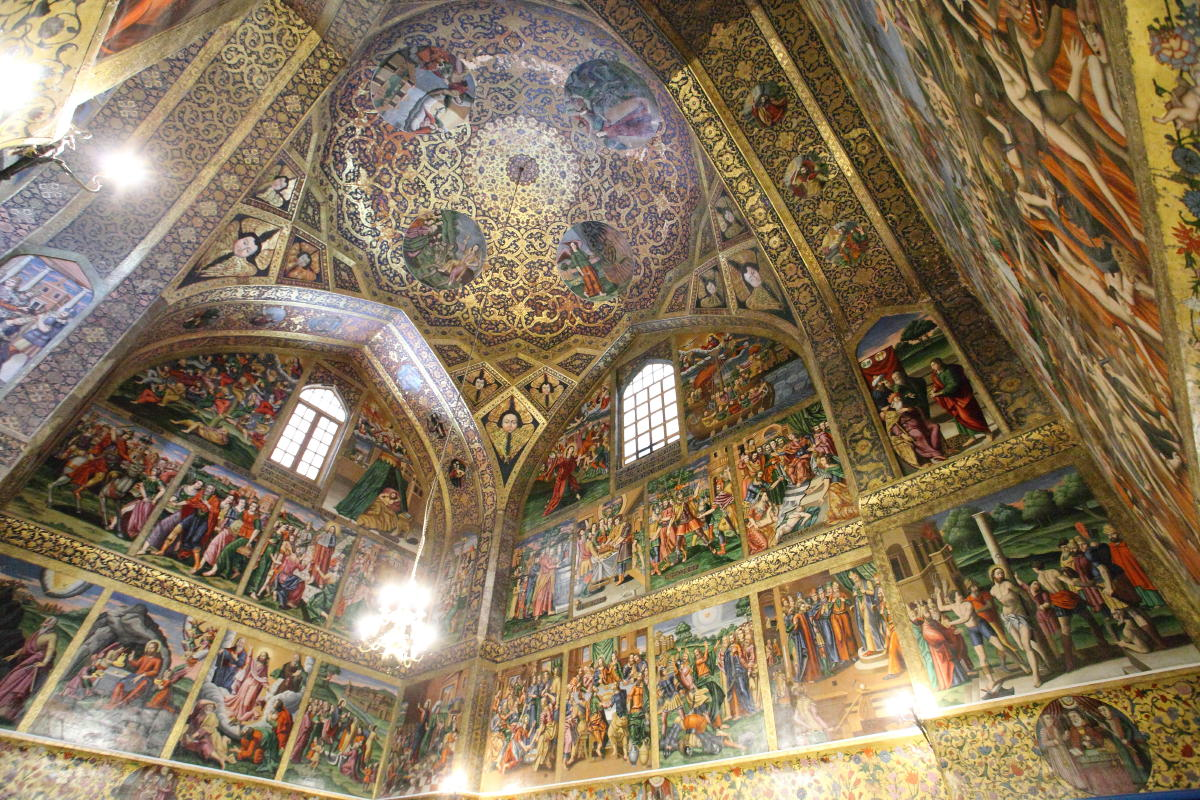
نقاشی‌های دیواری در فضای داخلی کلیسا

کلیساهای ارامنه که در طی زمان از بین رفته‌اند - جلفا
- کلیسای سارگیس مقدس
- کلیسای نازارِت مقدس
- کلیسای آنانیای مقدس
- کلیسای هاکوپ مقدس
- کلیسای تُومای مقدس
- کلیسای هُوهاننِس مقدس
- کلیسای ماریام (مریم) مقدس
- کلیسای سورب هوگی (روح القدس)
- کلیسای میناس مقدس